# Liste der Bischöfe von Acerno
Die folgenden Personen waren Bischöfe im Bistum Acerno (Italien). Dieses bestand vom elften Jahrhundert bis 1818, bevor es dem Erzbistum Salerno angegliedert wurde, welches fortan den Namen Salerno-Acerno führte und 1986 zum Erzbistum Salerno-Campagna-Acerno wurde.
- Mirando (9. April 1091 oder 1106)
- Giusio (1114–1124)
- Pisano (1136)
- Pietro I. (1179)
- Pascanio (Pasquale) (1222)
- Nicola da S. Germano, O.S.B. (1228 – Mai 1258)
- Luca, O.F.M. (August 1266 oder 1274–1277)
- Giacomo I. (1295)
- Andrea Capograsso (1309)
- Bartolomeo (1314)
- Giordano di Miramonti, O.P. (25. Mai 1319 bis 1331)
- Pietro II. (1. März 1331)
- Giacomo II. (1345–1348)
- Matteo de Marino (1349–1363)
- Julianus, O.F.M. (1363–1371), wird Bischof von Lettere, Castellammare di Stabia und Nicastro[1]
- Roberto da Casalnuovo, O.F.M. (11. August 1371)
- Tommaso (1383)
- Benedetto da Ascoli, O.E.S.A. (1389–1396)
- Pacello da Salerno, O.F.M. (1396–1405)
- Manfredo da Aversa (10. Juli 1405 bis 1415)
- Antonello Syrraca (Antonio Sirico) (20. März 1415 bis 1436)
- Nicola Solimene (27. August 1436 bis 1459)
- Paraclito Malvezzi (de Malvitiis) (13. Februar 1460 bis 1487)
- Menelao de Gennari (13. August 1487 bis 1493)
- Antonio Bonito (19. März 1494 bis 1510)
- Pietro da Arezzo (1511)
- Dalmacio de Queralt (13. August 1512 bis 1514)
- Alemanno (1514)
- Lucio (Luca) (1514–1523)
- Pompeo Kardinal Colonna (Apostolischer Administrator 1523–1525)
- Gerolimo Olivieri (23. Juni 1525 bis 1539)
- Francesco Kardinal Quiñones De Luna (Apostolischer Administrator 9. Juni 1539)
- Marcello Kardinal Cervino (Apostolischer Administrator 10. Dezember 1539)
- Nicola Angelo Olivieri (1539–1566)
- Giovanni Maria Valdina, O.P. (1566–1570)
- Lelio Giordano (1570–1580)
- Giovanni Francesco Orefice (24. Februar 1581 bis 1593)
- Antonio Agellio, C.R.R.T. (24. November 1593 bis 1604)
- Paolo Manara, O.P. (14. November 1604 bis 1611)
- Francesco Solimene (14. März 1611 bis 1613)
- Giovanni Serrano, O.F.M. (20. November 1613 bis 1637)
- Ludovigo Galbiati (1637–1638)
- Pietro Paolo Bonsi (13. April 1638 bis 1642)
- Clemente Confetti (13. April 1643 bis 1644)
- Camillo Aragona (23. Oktober 1644 bis 1665)
- Antonio Glielmo (15. Juni 1665 bis 1690)
- Francesco Sifola (8. Mai 1690 bis 1696)
- Scipione Carocci (17. Dezember 1696 bis 1702)
- Nicola Ventriglia (5. März 1703 bis 1708)

vakant von 1708 bis 1718
- Domenico Antonio Menafra (24. Januar 1718 bis 1738)
- Domenico Anelli (1. Februar 1739 bis 1743)
- Geronimo de Laurenzi (13. September 1743 bis 1790)
- Michelangelo Calandrelli, O.E.S.A. (26. März 1792 bis 1797)
- Giuseppe Mancuso (31. Oktober 1797 bis 1807) (Kapitularvikar)

vakant von 1808 bis zur Angliederung an Salerno 1818